# Messor capitatus
Espèce
Synonymes
- Aphaenogaster barbara nigra André, 1883[1]
- Formica capitata Latreille, 1798[1]
- Formica huberiana Leach, 1825[1]
- Messor sanctus obscuriventris Poldi, 1995[1]
- Myrmica galbula Losana, 1834[1]

Messor capitatus est une espèce de fourmis méditerranéennes xérophiles du genre Messor (« fourmis moissonneuses »). 

## Alimentation

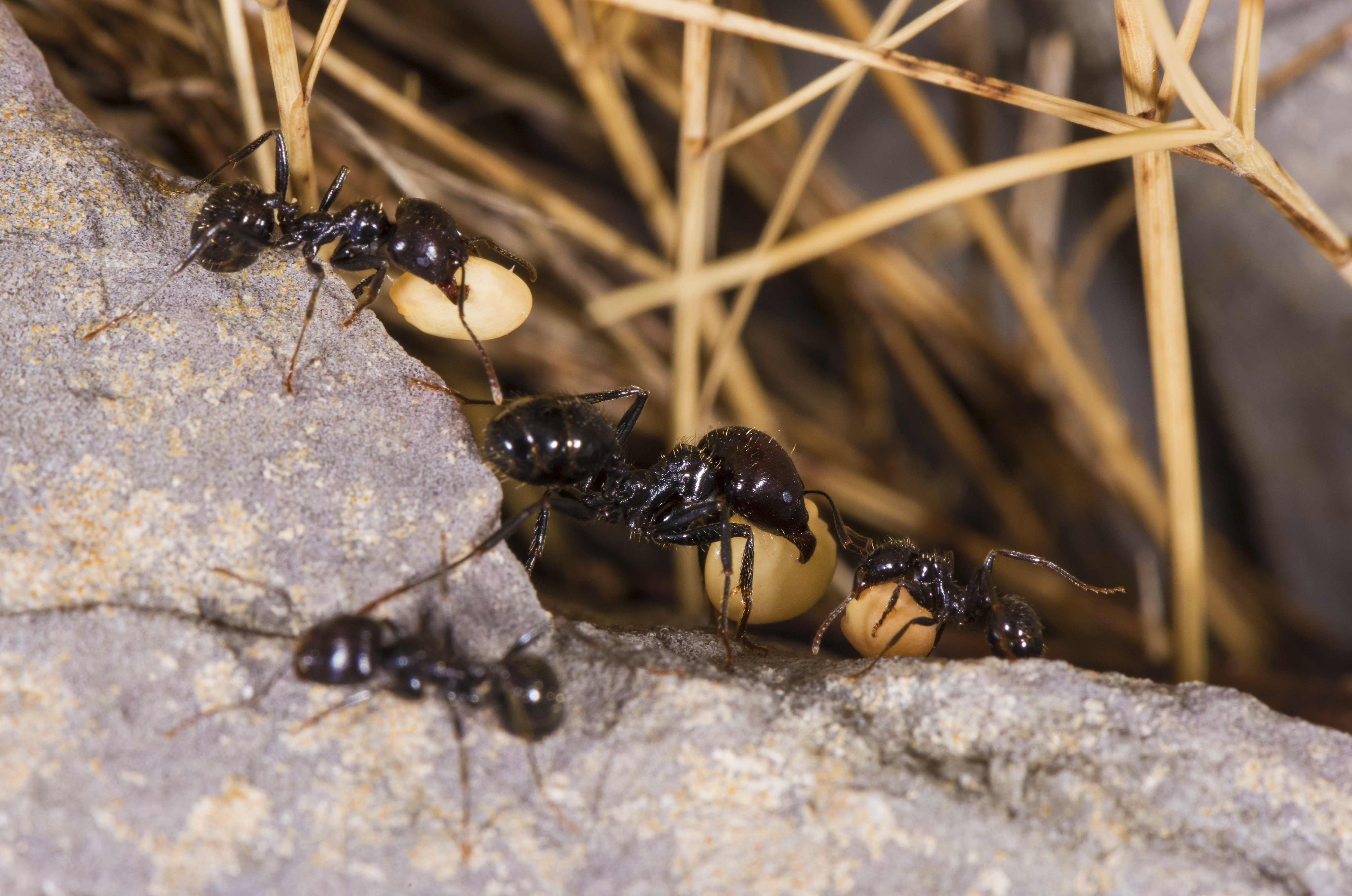
Ouvrières Messor capitatus transportant des graines.

Ces fourmis se nourrissent principalement de graines, qu'elles stockent dans des greniers au sein de leur fourmilière. Elles consomment aussi d'autres arthropodes.

## Morphologie
Il existe un polymorphisme continu chez les ouvrières, dont la forme et la taille varient au sein de la colonie. Les plus grosses ouvrières sont communément appelées « soldats ». Il y a en effet les « Minors », de très petites ouvrières, les « Médias », de plus grosses ouvrières et les « Majors », les soldats possédant une tête beaucoup plus grosse servant à casser les graines, à défendre la colonie ou à attaquer d'autres arthropodes.

## Reproduction
Chez Messor capitatus, des ouvrières issues de colonies dépourvues de reine peuvent produire des femelles à partir d’œufs non fécondés, un mode de reproduction appelé parthénogenèse thélytoque. Ce phénomène rare chez les fourmis a été documenté par des chercheurs,, qui ont observé que, dans deux colonies orphelines élevées en laboratoire, un grand nombre d’ouvrières femelles sont apparues sans accouplement, et que ce sont bien les ouvrières elles-mêmes (et non des ergatoïdes) qui ont initié la reproduction.

## Spécialisation des majors et corrélation taille‑charge
Les ouvrières majors de Messor capitatus jouent un rôle crucial : elles sont capables de transporter de grosses graines de 20 à 30 mm de longueur, tandis que les colonies dépourvues de majors ne peuvent récolter que des graines plus petites.

## Cleptobiose et vol de nourriture chezMessor capitatus
Messor capitatus pratique la cleptobiose, un comportement de vol de nourriture où ces fourmis s’emparent de graines ou ressources récoltées par d’autres colonies ou espèces voisines. Ce type d'interférence alimentaire fait partie des tactiques comportementales observées dans cette espèce, lui permettant d’accéder à des ressources sans les collecter directement elle-même .

## Communication chimique et signaux acoustiques
Lors de la détection d’une source de nourriture, M. capitatus utilise des phéromones provenant en particulier de la glande de Dufour. L’ouvrier éclaireur retourne au nid en traînant son abdomen, déclenche un comportement agité chez ses congénères, puis une colonne d’ouvrières suit les traces chimiques jusqu’à la nourriture. Les sécrétions de la glande à venin jouent également un rôle, mais plutôt dans la communication d’alarme et non dans le recrutement pour la nourriture.
Les ouvrières, gynes et mâles possèdent un organe stridulateur, une structure située entre les tergites abdominaux qui produit des sons souvent dans l’ultrason (>41 kHz). Ces signaux acoustiques pourraient intervenir lors d’interactions sociales, notamment en contexte de recrutement ou tension.

## Distribution géographique étendue autour de la Méditerranée
Messor capitatus est une espèce méditerranéenne largement répandue à travers le sud de l’Europe (Espagne, France, Italie, Grèce), l’Afrique du Nord et certaines parties de l’ouest de l’Asie . Sa présence est donc confirmée bien au-delà de la seule France, couvrant une aire de distribution cohérente avec un climat chaud et sec typique de la région méditerranéenne,.